# Cultura Hassuna-Samarra

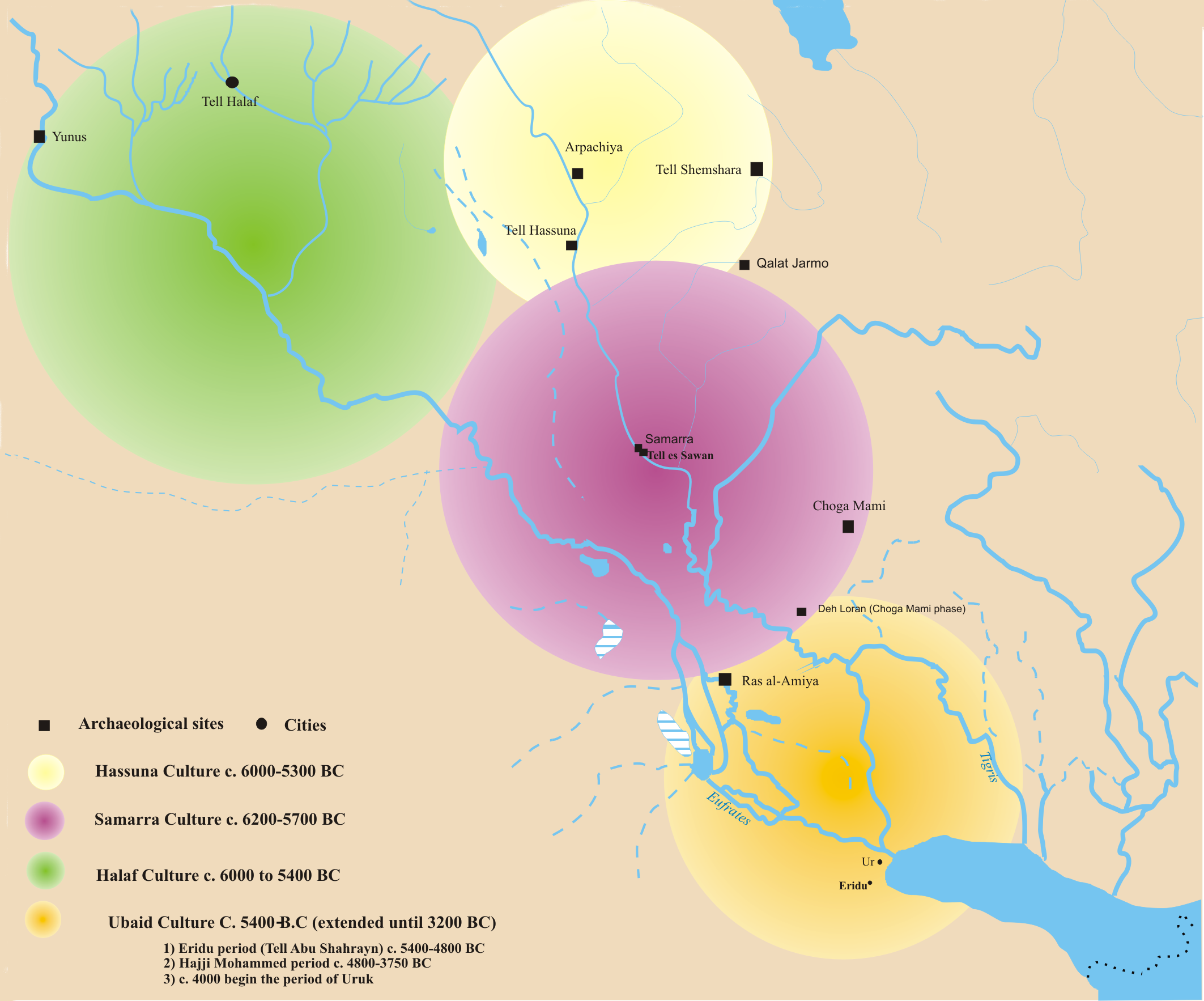
Cultures calcolítiques d'Hassuna-Samarra

La cultura Hassuna-Samarra és un període arqueològic pertanyent a la història de Mesopotàmia comprès aproximadament entre 5600 i 5000 aC.
Les troballes d'aquesta cultura s'han tret del jaciment arqueològic de Tell Hassuna, que li dona nom, i que està situat a Síria, prop del curs del Tigris. Cap al 6000 aC, les comunitats agrícoles es van instal·lar definitivament a les planes al peu de les muntanyes i, particularment, en aquest jaciment. La cultura Hassuna es caracteritza per l'avenç de la seva ceràmica, generalment pintada en fons mat, marró vermellós o negre. Els temes no són figuratius. Els motius decoratius d'aquesta terrisseria (certs triangles envoltats per un rombe, creus gammades, etc.) reapareixen a Nínive, Baghuz, l'Eufrates mitjà, la plana d'Anatòlia i fins i tot al peu de les muntanyes Taure.

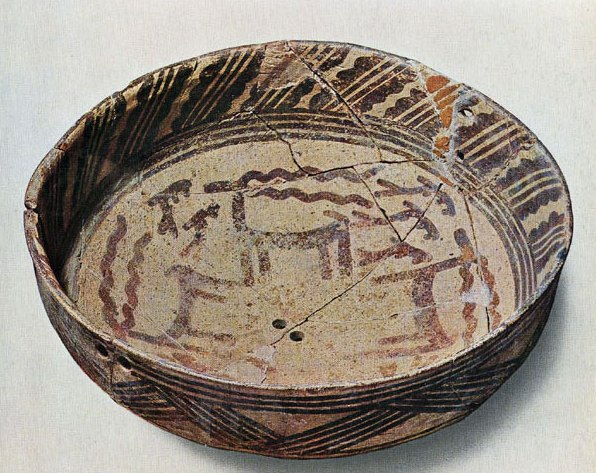
Bol de la cultura Hassuna

Segons l'Escola de Lió, està dins del "període 6" de la història de Mesopotàmia, juntament amb la cultura Halaf.